# Bridgefoot
Bridgefoot – wieś w Anglii, w Kumbrii, w dystrykcie (unitary authority) Cumberland. Leży 43 km na południowy zachód od miasta Carlisle i 414 km na północny zachód od Londynu.